# Thomas Sivertsson
Lars Thomas Sivertsson (* 21. Februar 1965 in Halmstad) ist ein schwedischer Handballtrainer und ehemaliger Handballspieler.

## Karriere
Thomas Sivertsson begann beim Halmstad HP IF mit dem Handball. Ab 1988 spielte er bei HK Drott, mit dem er viermal schwedischer Meister wurde. 2000 wechselte der 1,95 Meter große Kreisläufer in die spanische Liga ASOBAL zu BM Granollers. Ab 2001 stand er beim dänischen Erstligisten KIF Kolding unter Vertrag, zunächst als Spieler, später dann als Co-Trainer und von 2008 bis 2009 als Trainer. Während seiner Zeit gewann KIF fünfmal die dänische Meisterschaft. In der Saison 2009/10 trainierte Sivertsson den polnischen Verein Wisła Płock. Ab Oktober 2012 war er Co-Trainer der schwedischen Frauen-Nationalmannschaft. Nachdem Torbjörn Klingvall im Dezember 2013 das Amt als Cheftrainer der schwedischen Auswahl niederlegte, übernahm Sivertsson dieses Amt. Dieses Amt übte er bis Januar 2016 aus. Im Juni 2018 übernahm er die estnische Nationalmannschaft.
Thomas Sivertsson bestritt 210 Länderspiele für die schwedische Nationalmannschaft, in denen er 460 Tore erzielte. Er wurde mit Schweden 1999 Weltmeister sowie 1998, 2000 und 2002 Europameister, und gewann bei den Olympischen Spielen 1996 und 2000 jeweils die Silbermedaille.

## Sonstiges
Sein Bruder Ulf Sivertsson ist Trainer bei HK Drott.